# Whoracle
Whoracle – album szwedzkiego zespołu In Flames, wydany poprzez wytwórnię Nuclear Blast 18 listopada 1997.
Wszystkie utwory z płyty – poza Everything Counts, który jest coverem jednej z piosenek Depeche Mode – zostały w całości stworzone i nagrane przez In Flames. Teksty piosenek zostały napisane po szwedzku przez Andersa Fridéna, a następnie przetłumaczone na język angielski przez gitarzystę Dark Tranquillity, Niklasa Sundina. Opowiadają one o historii Ziemi. Nazwa albumu jest zbitką wyrazową angielskich słów whore i oracle.

## Lista utworów
1. Jotun – 3:53
2. Food for the Gods – 4:21
3. Gyroscope – 3:26
4. Dialogue with the Stars – 3:00
5. The Hive – 4:03
6. Jester Script Transfigured – 5:46
7. Morphing into Primal – 3:05
8. Worlds within the Margin – 5:06
9. Episode 666 – 3:45
10. Everything Counts (cover Depeche Mode) – 3:17
11. Whoracle – 2:44
12. Clad in Shadows '99 (bonus track pochodzący z 2005 Deluxe Edition) – 4:13

## Twórcy
- Anders Fridén – wokal
- Björn Gelotte – perkusja, gitara prowadząca oraz akustyczna
- Johan Larsson – gitara basowa
- Glenn Ljungström – gitara rytmiczna
- Jesper Strömblad – gitara prowadząca oraz akustyczna, klawisze, perkusja
- Ulrika Netterdahl – głos kobiecy w utworze Whoracle